# Longstanton
Longstanton – wieś w Anglii, w hrabstwie Cambridgeshire, w dystrykcie South Cambridgeshire. Leży 10 km na północny zachód od miasta Cambridge i 87 km na północ od Londynu.